# LOVE TRIP (アルバム)
『LOVE TRIP』（ラブ・トリップ）は間宮貴子の唯一のスタジオ・アルバム。1982年11月にキティレコードから発売された。当時はヒットしなかったが、のちに再評価されシティ・ポップの名盤として評価されている。

## 収録曲

### A面
1. LOVE TRIP (3'58")
作詞：来生えつこ／作編曲：椎名和夫
2. チャイニーズ・レストラン (3'53")
作詞：三浦徳子／作編曲：星勝
3. 真夜中のジョーク (4'53")
作詞：竹花いち子／作曲：難波弘之／編曲：沢井原兒、塩村宰
4. 哀しみは夜の向こう (4'07")
作詞：三浦徳子／作曲：包国充／編曲：椎名和夫、塩村宰
5. ALL OR NOTHING (4'25")
作詞：来生えつこ／作曲：星勝／編曲：椎名和夫

### B面
1. 渚でダンス (4'18")
作詞：三浦徳子／作曲：難波弘之／編曲：沢井原兒、塩村宰
2. ONE MORE NIGHT (4'03")
作詞：来生えつこ／作曲：来生たかお／編曲：椎名和夫、塩村宰
3. モーニング・フライト (4'09")
作詞：三浦徳子／作曲：沢井原兒／編曲：椎名和夫、塩村宰
4. たそがれは銀箔の… (4'26")
作詞：来生えつこ／作編曲：井上鑑
5. WHAT A BROKEN HEART CAN DO (4'13")
作詞：Gregg Oldron／作編曲：椎名和夫

## 参加ミュージシャン
- 基本メンバー
  - 椎名和夫（ギター）
  - 難波弘之（キーボード）
  - 鳴瀬喜博（ベース）
  - 上原裕（ドラムス）
  - 横山達治（パーカッション）
  - 帆足哲昭（パーカッション）
- 沢井原兒（サックス）
- 包国充（サックス）
- 井上鑑（キーボード）
- 松木恒秀（ギター）
- 数原晋（トランペット）
- 向井滋春（トロンボーン）
- 鳴海寛（コーラス）
- 山川恵津子（コーラス）[4]

## 再発・シングル化
2012年にCD化、2022年にSACDハイブリッド化されたほか、2014年以降たびたびLPで再発されている。また、2021年に7インチシングルレコード「LOVE TRIP/真夜中のジョーク」が発売されている。
- 再発
  - 2012年 CD[4]
  - 2014年 LP（500枚限定）[2]
  - 2019年 LP[2]
  - 2020年 LP[6]
  - 2021年 LP（デラックス・エディション）[7]
  - 2022年 SACDハイブリッド[8]
  - 2022年 カセットテープ[9]
  - 2023年 LP（ピンクカラーヴァイナル）[10]
  - 2024年 LP（クリアスカイブルー・ヴァイナル）[11]

## カバー
2023年にTokimeki Recordsが「LOVE TRIP」、「真夜中のジョーク」をカバーしている。